# Gladys Bentley

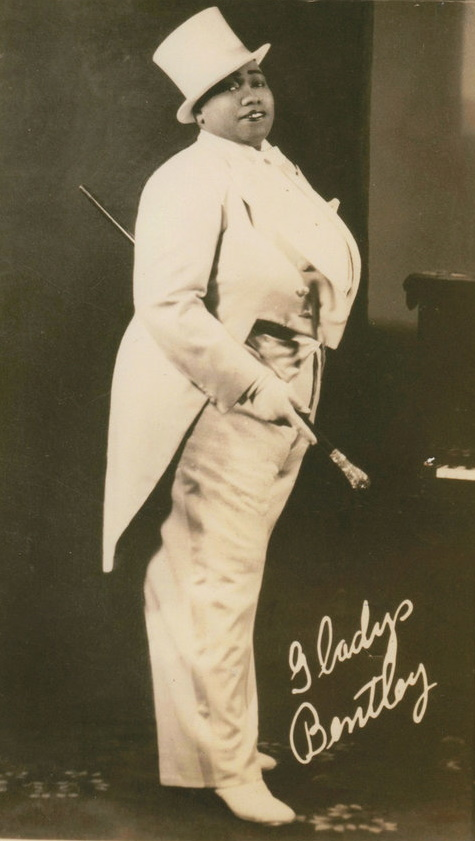
Gladys Bentley

Gladys Alberta Bentley (* 12. August 1907 in Philadelphia; † 18. Januar 1960 in Los Angeles) war eine US-amerikanische Blues-Sängerin und Entertainerin afroamerikanischer Abstammung.

## Leben
Gladys Alberta Bentley war das älteste von vier Kindern des Lagerarbeiters George L. Bentley und seiner aus Trinidad stammenden Ehefrau Mary Mote.
Bentley war einer der Stars der Harlem Renaissance während der 1920er und 1930er Jahren in den Speakeasy und den homosexuellen Clubs, wie Harry Hansberry's Clam-House und  Ubangi Club in New York City. Sie wurde sowohl auf ihren Tourneen als auch bei den Aufnahmen von den damals neuen Talenten des Jazz begleitet, etwa von Louis Armstrong, Coleman Hawkins und Fletcher Henderson. In den 1950er Jahren, während des Kalten Kriegs, wurde Gladys Bentley eines der Opfer der anti-kommunistischen Verfolgungen des Senators Joseph McCarthy (McCarthy-Ära). Einerseits distanzierte sie sich nun von ihren früheren Anschauungen, andererseits versuchte sie ihre humanistische Vision aufrechtzuerhalten. 1952 heiratete Bentley den 16 Jahre jüngeren Charles Roberts und behauptete von den «weiblichen Hormonen» geheilt zu sein.
Gladys Bentley starb an den Folgen einer Lungenentzündung und wurde auf den Lincoln Memorial Park in Los Angeles bestattet.

## Auszeichnungen
- 1980 Blues Hall of Fame
- 1986 National Women’s Hall of Fame

## Diskografie
- 1945 Thrill Me Till I get My Fill
- 1945 Find Out What He Likes
- 1945 Notoriety Papa